# Пуерто-Лумбрерас
Пуерто-Лумбрерас (ісп. Puerto Lumbreras) — муніципалітет в Іспанії, у складі автономної спільноти Мурсія. Населення — 14 120 осіб (2010).
Муніципалітет розташований на відстані близько 360 км на південний схід від Мадрида, 75 км на південний захід від Мурсії.
На території муніципалітету розташовані такі населені пункти: (дані про населення за 2010 рік)
- Кабесо-де-ла-Хара: 15 осіб
- Ерміта: 149 осіб
- Еспаррагаль: 2260 осіб
- Естасьйон: 494 особи
- Гоньяр: 70 осіб
- Пуерто-Адентро: 134 особи
- Лас-Касікас: 47 осіб
- Пуерто-Лумбрерас: 10951 особа

## Демографія
Динаміка населення (INE ):

## Галерея зображень

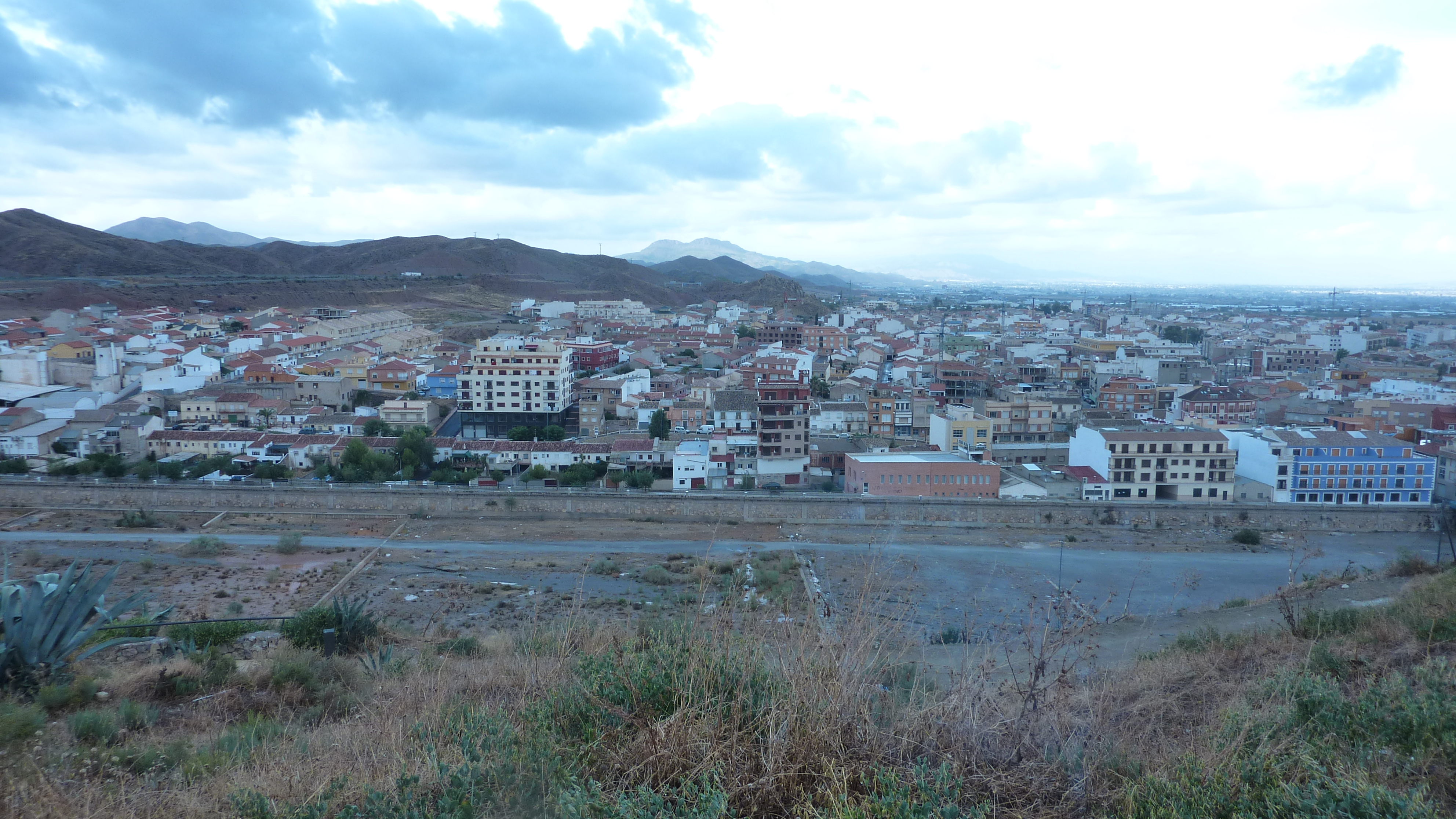
Пуерто-Лумбрерас